# أفسر (فلم)
افسر (بالبنجابية: ਅਫ਼ਸਰ) هو فيلم هندي أخرجه غولشن سينغ في عام 2018، من بطولة تارسم جاسر ونيمرات خيرا وغوربريت غوغي وكارامجيت أنمول. تدور أحداث الفيلم حول الحياة في القرى البنجابية، مع التركيز على القضايا الاجتماعية والبيروقراطية، مع إضافة لمسة من الرومانسية والكوميديا.الفيلم يحكي قصة ضابط حكومي يعمل في دائرة التوثيق، وكيف يواجه تحديات ومواقف طريفة عندما يتعلق الأمر بالبيروقراطية والسياسةالمحلية، إضافة إلى قصص الحب والتواصل في هذا السياق. الفيلم جذب جمهورًا واسعًا في المجتمع البنجابي بفضل حسه الفكاهي ومواضيعه القريبة من الواقع.